# Catálogo ANT da Agência de Segurança Nacional
Catálogo ANT (NSA) é uma listagem de documentos de 50 páginas classificadas de itens colocados à disposição da NSA, pela divisão de coleta de inteligência para Ciberguerra (TAO), para serem usados sub-repticiamente e camufladamente nos ataques dos programas de vigilância da NSA. De USBs à cabos, há produtos para todo tipo de uso. Segundo o Der Spiegel, "A lista tem a forma de um catálogo de vendas por correspondência, a partir do qual os outros funcionários da NSA podem encomendar itens de tecnologias da divisão ANT para usar contra seus alvos nas operações de vigilância global." O documento foi criado em 2008 .[carece de fontes?]
Segundo Bruce Schneier a divisão Operações de acesso adaptado (TAO) NSA, a cargo dos ataques e artefatos listados no Catálogo ANT (NSA) da NSA, deveria estar sob o comando do Departamento americano de Ciberguerra, o US Cyber Command uma vez que desenvolve e possui capacidades de guerra cibernética por ataque direto aos sistemas de redes, como mostram as informações sobre as operações da divisão da NSA chamada Operações de acesso adaptado (TAO) NSA, responsável pelo Catálogo ANT (NSA) parcialmente publicado pelo Der Spiegel em 30 de dezembro de 2013. O Catálogo ANT (NSA) foi publicado na íntegra pela LeakSource
.

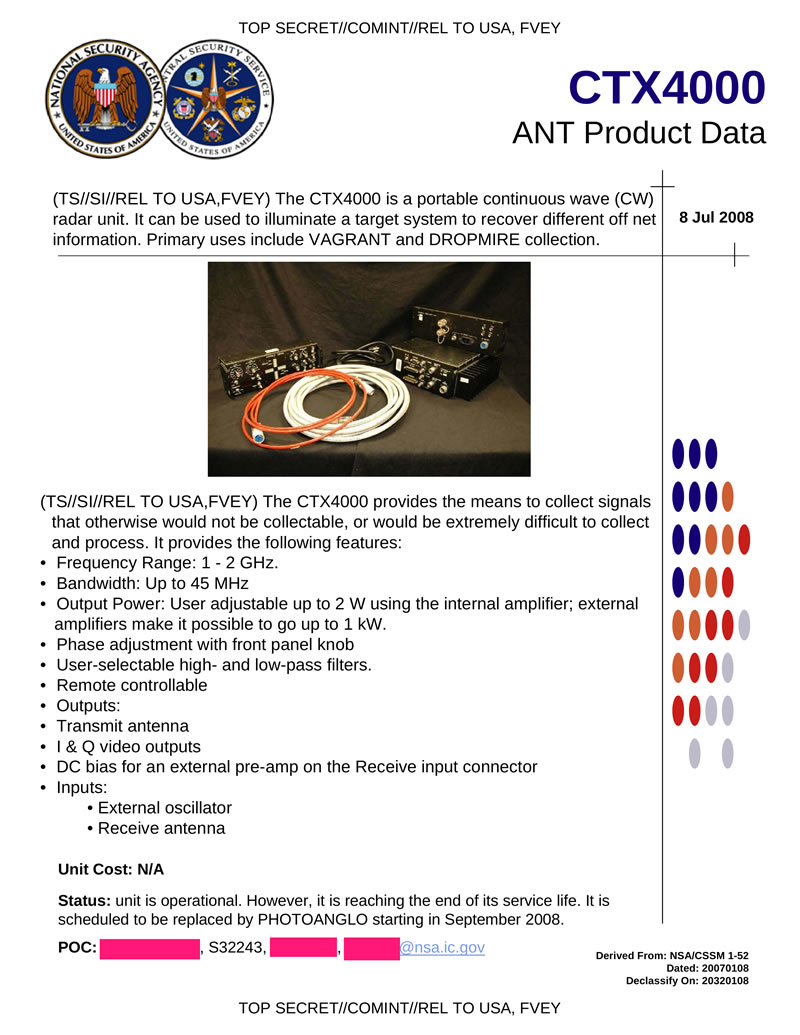
CTX4000-Irradiacao direta no usuario-captura dados por radar

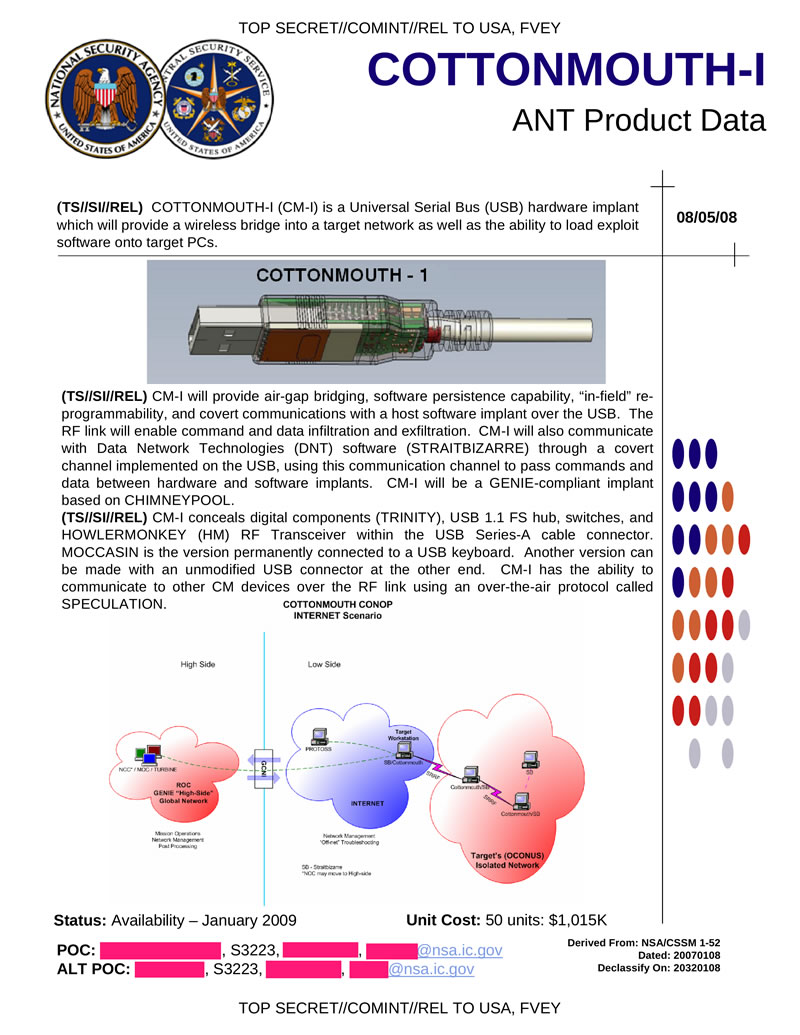
Cottonmouth

O pesquisador de segurança Jacob Appelbaum fez uma palestra em 31 de dezembro de 2013, no Congresso de Comunicação Chaos em Hamburgo, Alemanha, na qual, com base nos documentos revelados por Edward Snowden, ele detalhou as funções de alguns dos dispositivos listados no catálogo e utilizados pela NSA nos seus programas de vigilância global e em massa.
Os preços dos itens disponíveis para a NSA e listados no Catálogo ANT, vão desde grátis (normalmente para os softwares) até US $ 250.000 (duzentos e cinquenta mil dólares americanos).
O Catálogo ANT (NSA) que foi parcialmente publicado pelo Der Spiegel e publicado na íntegra pela LeakSource.

## Imagens de Produtos oferecidos no Catálogo

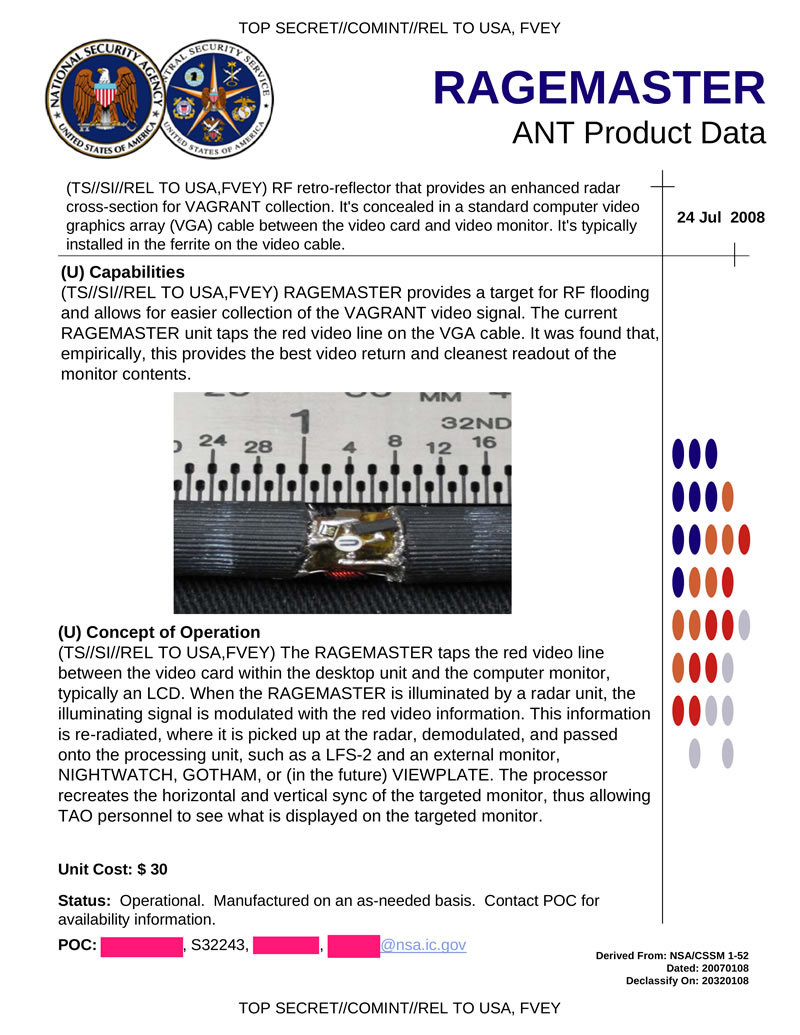
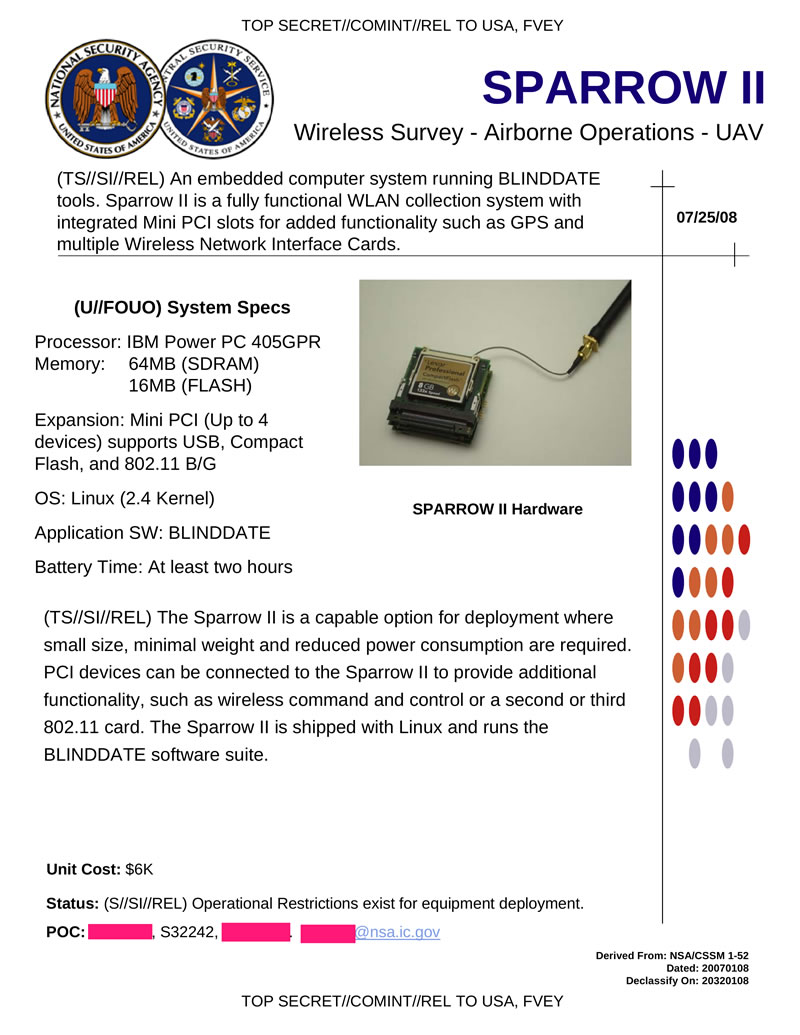
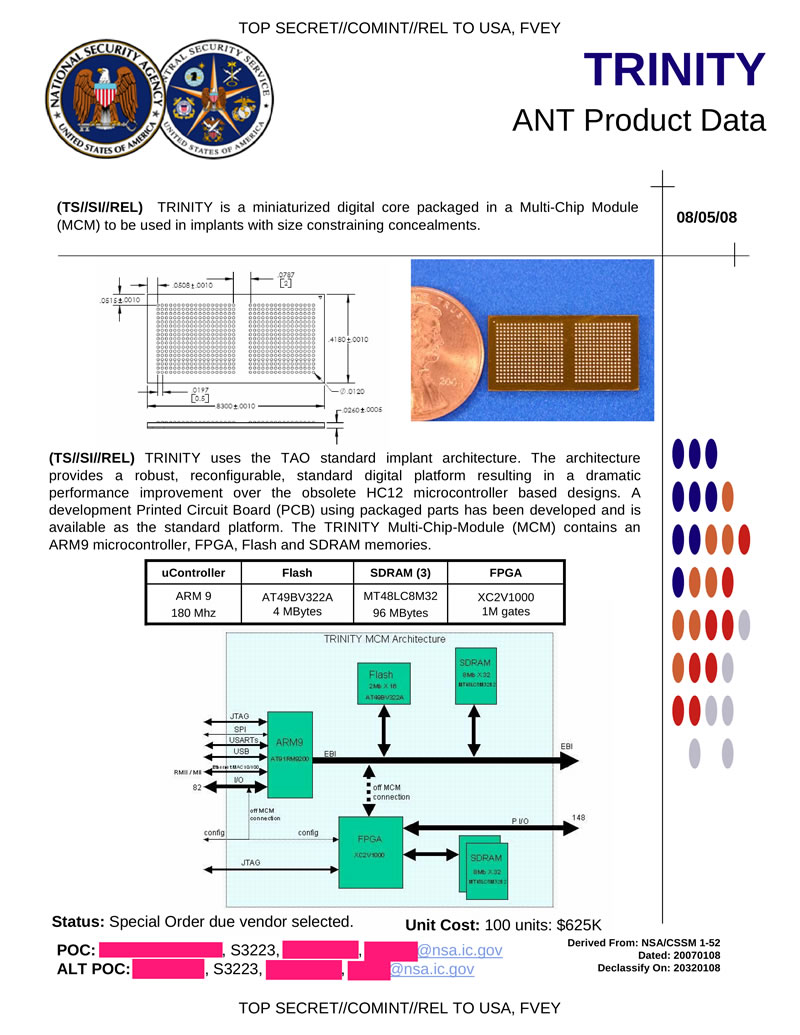
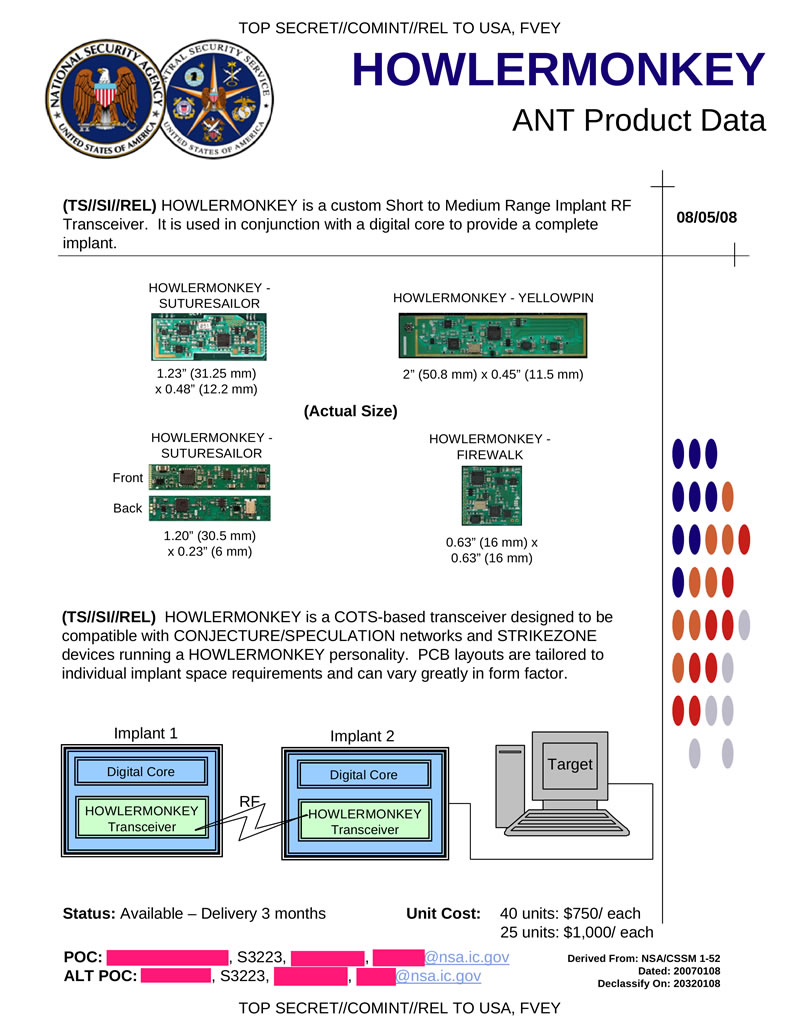
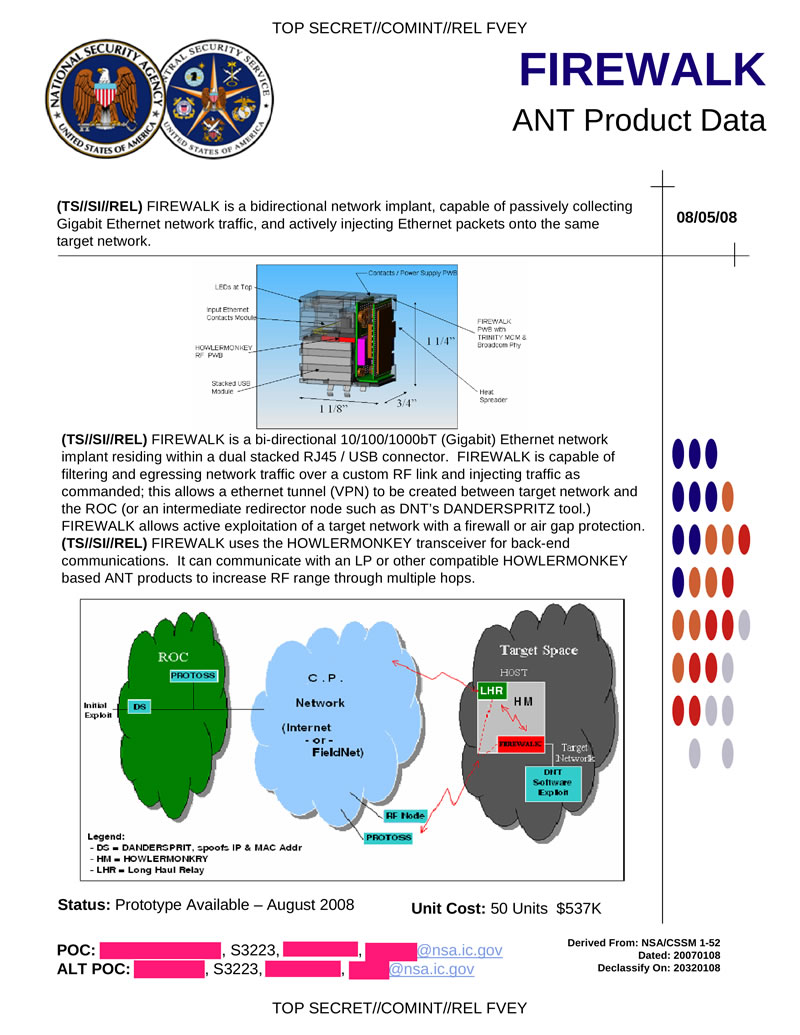

## Ver Também
- QUANTUM (programa de vigilância)
- Operações de acesso adaptado (TAO) NSA
- PRISM
- Revelações da Vigilância global (1970–2013)
- Revelações da Vigilância global (2013-Presente)
- Cinco Olhos
- Echelon
- CALEA
- Tempora
- NSA
- Communications Security Establishment Canada
- GCHQ
- Vigilância de Computadores e Redes
- Operações de Fonte Especial(SSO)
- Vigilância de Computadores e Redes